# Praça Quinze
La Place Quinze de Novembro est un espace public du quartier Centro aux bords de la baie de Guanabara, dans le cœur historique de la ville de Rio de Janeiro, au Brésil.

## Situation et accès
La Place se situe à proximité de plusieurs lieux d’intérêt de la ville: la gare maritime Barcas SA, le Arco do Teles ; le Palais Tiradentes, le Palais impérial de Rio de Janeiro, et la Fontaine du Maître Valentim. La Place est desservie par la gare de Métro Carioca.

## Origine du nom
Le 15 novembre (Quinze de Novembro) est la date de la proclamation de la République fédérative du Brésil.

## Historique
Les origines de cette place remontent à l'époque où la capitale du Brésil n'était qu'une petite ville coloniale rudimentaire et mal dessinée. Elle est mieux connue comme Praça XV, et est historiquement le point de départ de la ville parce que c'était l'endroit où son port a été fondé.

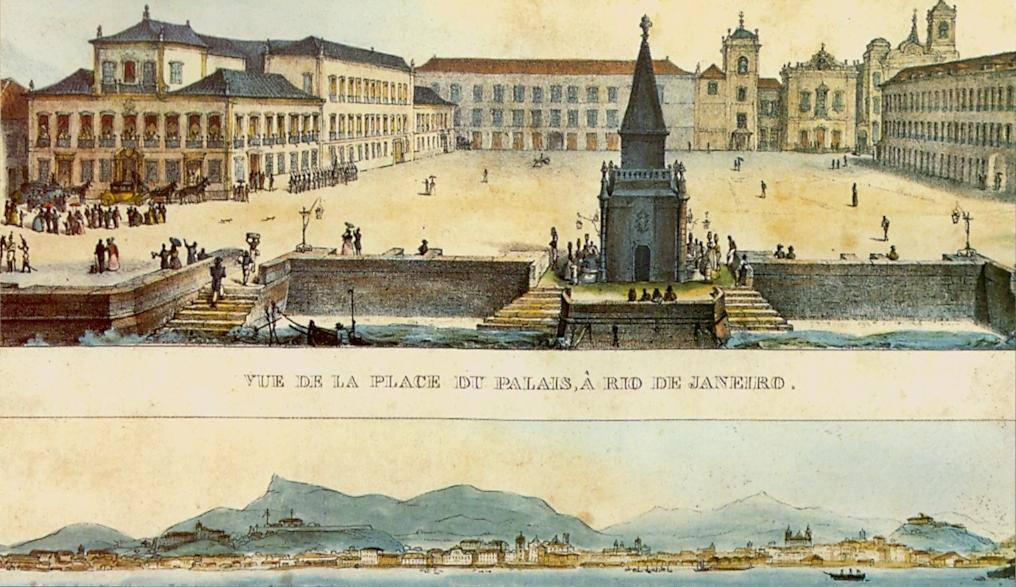
Vue de la Place en 1830.

Sur la place se trouvait un grand et célèbre marché, le Marché de la ville, dont la construction a commencé en 1825 et a été achevée en 1841. Il a été conçu par l'architecte français Grandjean de Montigny. Avec la reconstruction de la ville, au début du XXe siècle, il a été démoli et à sa place un autre ensemble, une copie des bâtiments construits alors en Angleterre et en Belgique, a émergé. Il ne reste actuellement qu'une seule de ses cinq tours d'acier.

## Bâtiments remarquables et lieux de mémoire

### Barcas S.A

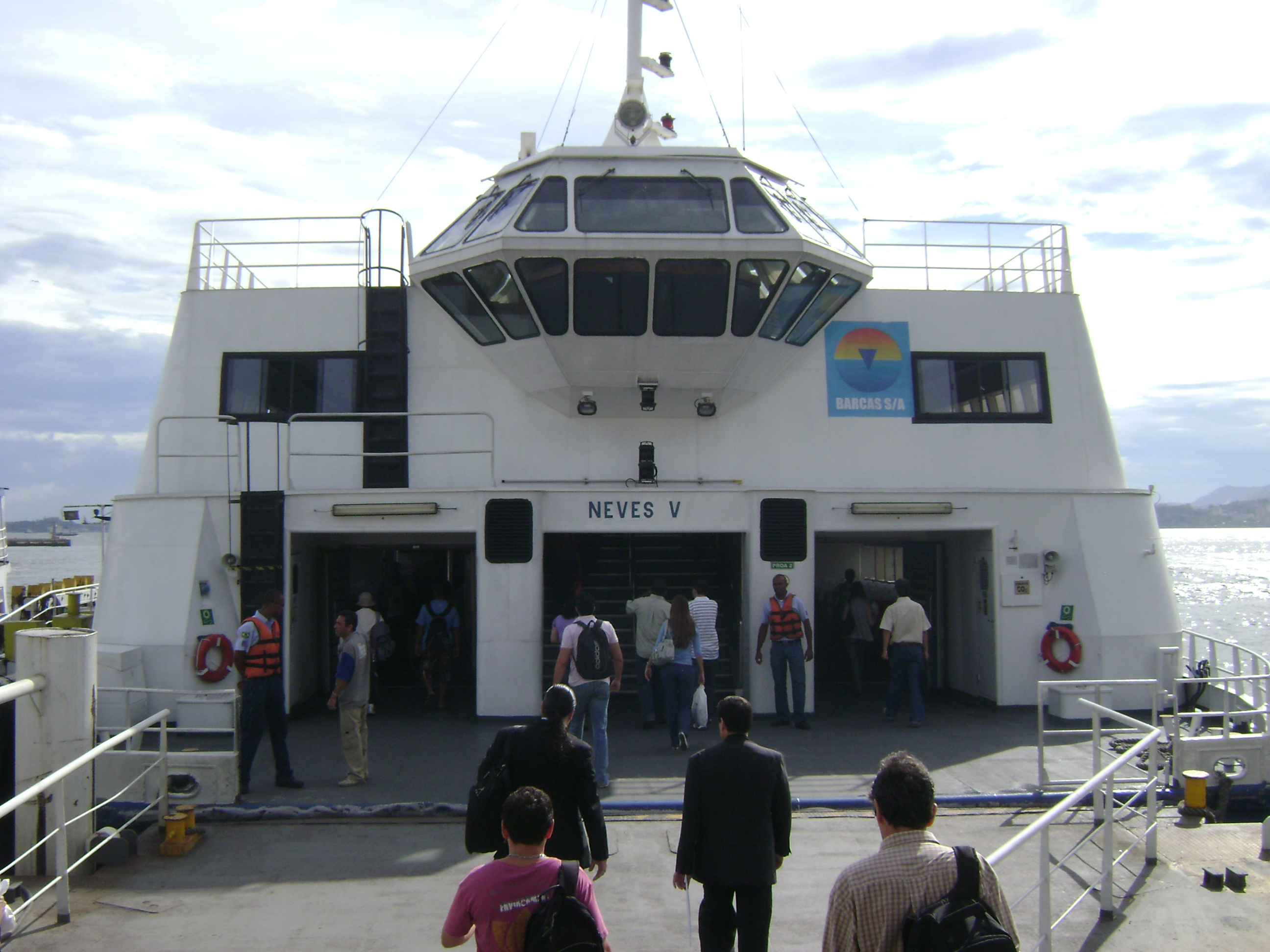
Ferry Rio-Niterói.

La gare maritime Barcas SA offre des installations d'accostage et de débarquement pour le traversier qui assure le service entre la ville de Rio de Janeiro et Niterói, et l'ilê de Paquetá (Ilha de Paquetá en Portugais), une île touristique au milieu de la Baie de Guanabara.

### Arco do Teles

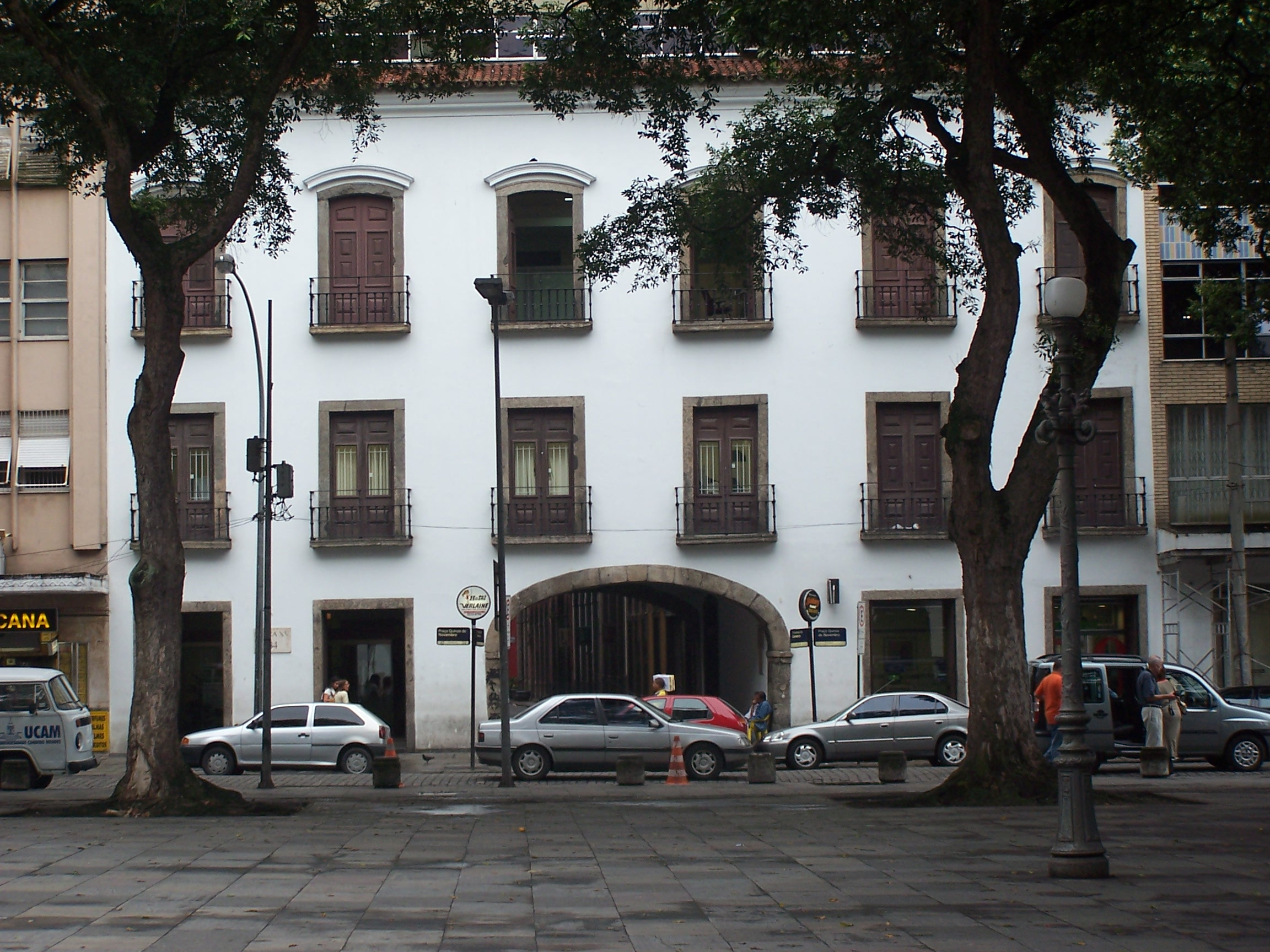
L'Arc du Teles.

Il s'agit de l'un des emblèmes de l'architecture ancienne de la ville. Il est le reste de l'ancienne résidence de la famille Teles de Menezes, et donne accès à la Voie du Commerce. En 1790, un incendie a détruit la plupart de la maison, laissant juste la partie qui est maintenant l'Arc.

### Palais Tiradentes

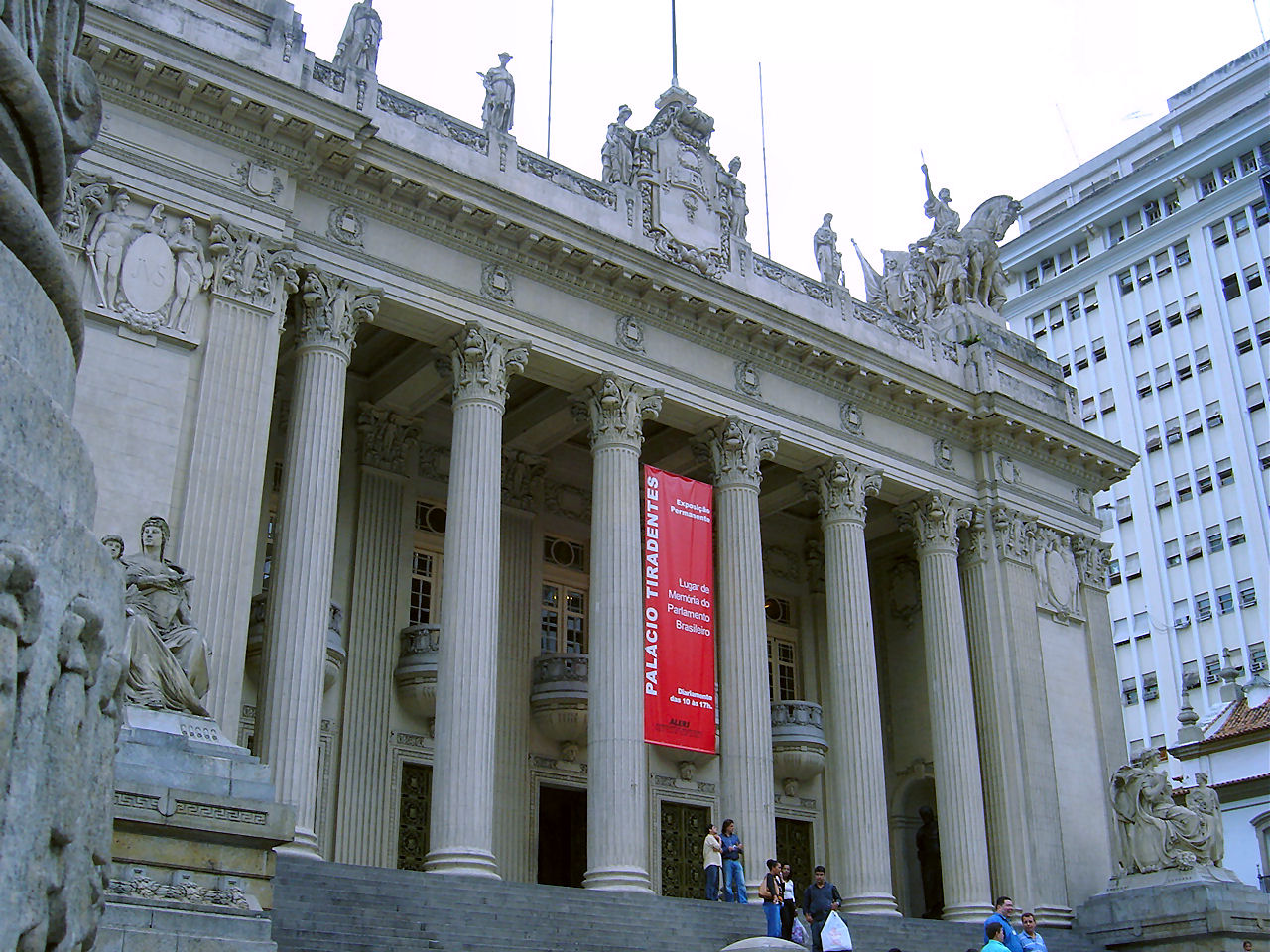
le siège de l'Assemblée législative de l'État de Rio de Janeiro

C'était l'ancien bâtiment du Congrès national brésilien entre 1926 et 1960 et est actuellement le siège de l'Assemblée législative de l'État de Rio de Janeiro.

### Palais impérial de Rio de Janeiro
Le Palais impérial de Rio de Janeiro (nom local Paço Imperial) est un petit palais de style colonial construit au xviiie siècle pour servir initialement de résidence aux gouverneurs de la capitainerie de Rio de Janeiro. Le palais devient ensuite la résidence des vice-rois du Brésil, puis du roi Jean VI de Portugal qui avait pris la fuite après l'invasion française du Portugal menée par Napoléon Bonaparte, et enfin des empereurs du Brésil. Pour son importance historique et esthétique, le Palais impérial est considéré le bâtiments le plus important du Brésil colonial.
Après la proclamation de la République, les propriétés de la famille impériale et leurs biens ont été saisis et vendus aux enchères. Le palais a été transformé en Agence centrale des Postes et Télégraphes. La décoration intérieure, peintures et décoration - ont été détruites et dispersés. Aujourd'hui, le palais abrite un centre culturel.

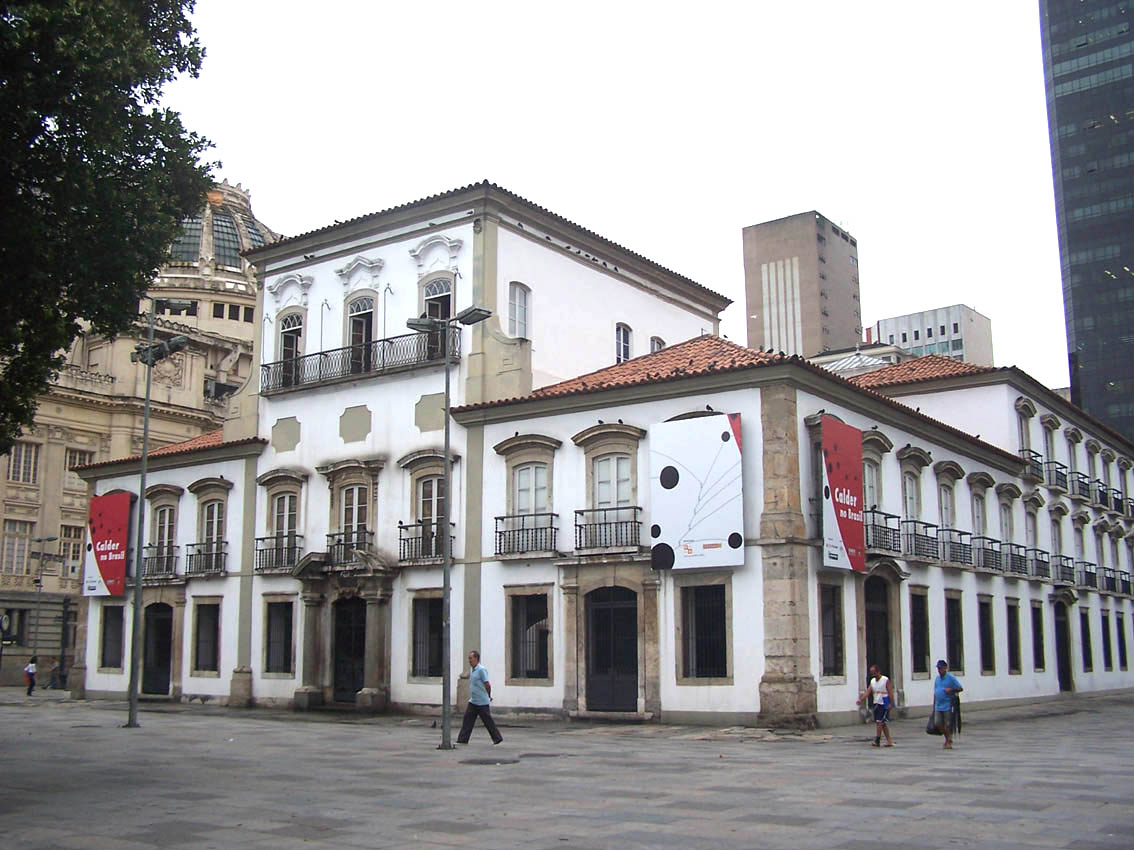
La façade
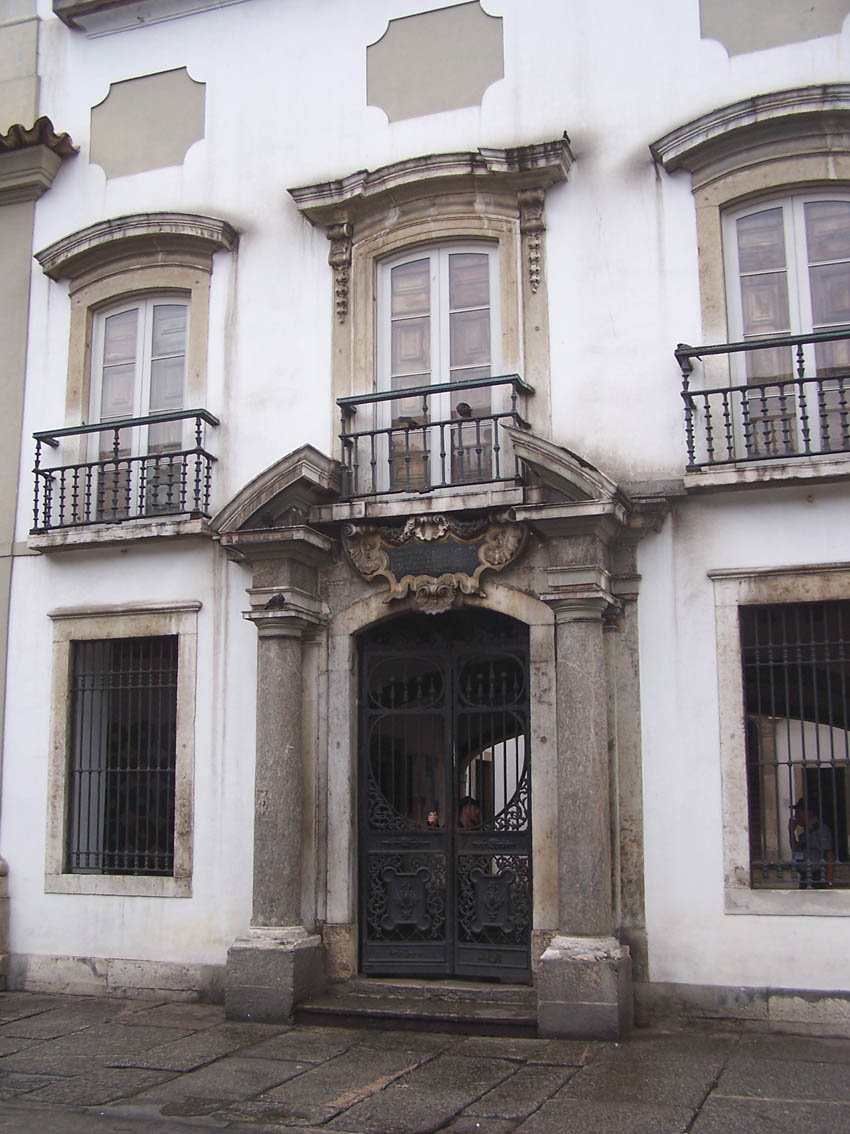
Le Parvis du Palais

### Fontaine du Maître Valentin
La fontaine du Mestre Valentim, ouverte en 1789, populairement connue comme la fontaine de la Pyramide, est aujourd'hui l'un des symboles de la place du quartier Centro. Auparavant, elle se tenait à côté de l'escalier d'amarrage des bateaux. La nécessité pour l'approvisionnement en eau, selon le Dictionnaire de Curiosités de Rio de Janeiro, a conduit le ministère public portugais à donner licence pour la construction de cette fontaine.

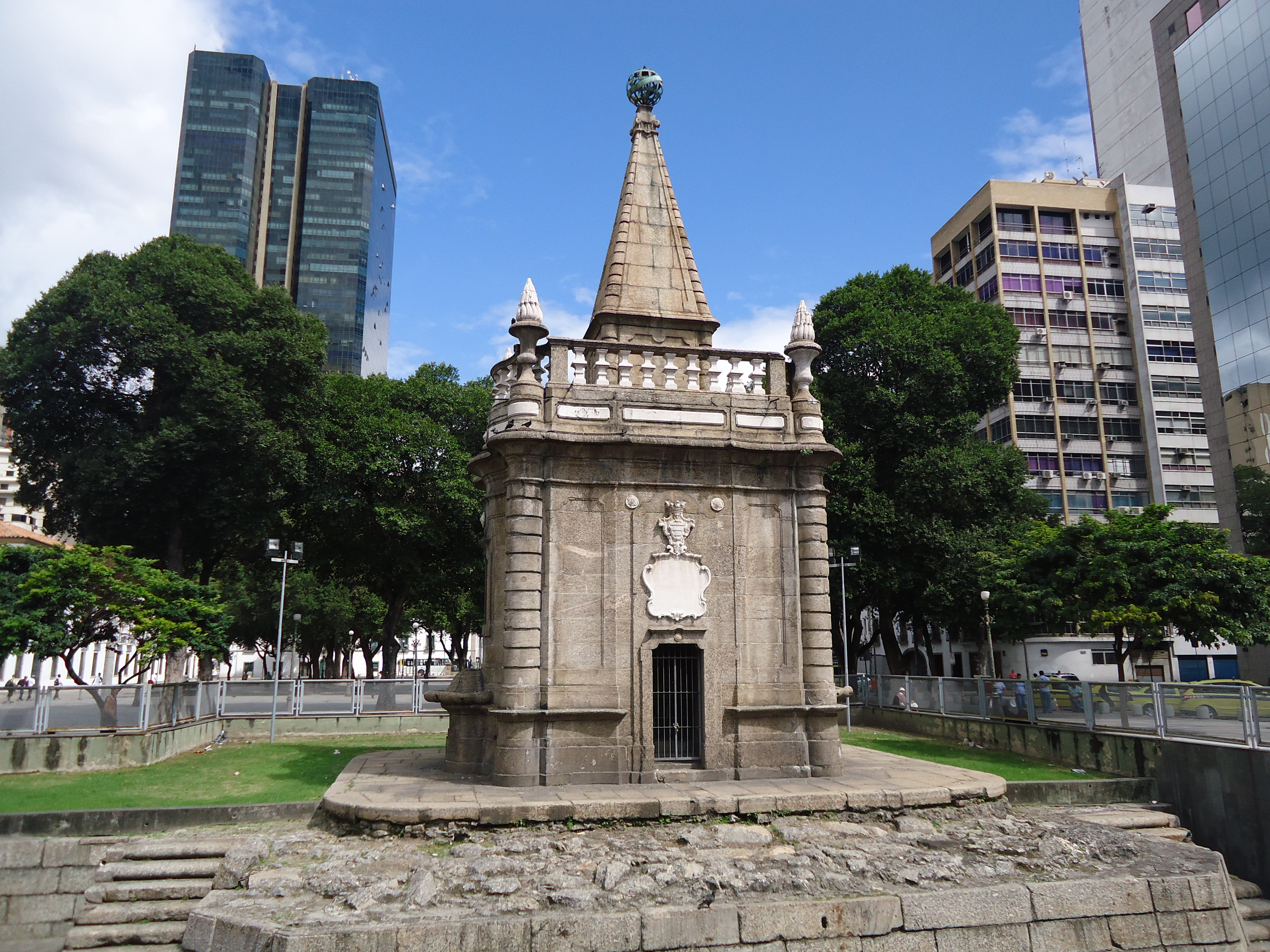
Chafariz Mestre Valentim.